# Wochenspruch
Der Wochenspruch ist ein Bibelzitat, das mottoartig das Thema des Sonntagsgottesdienstes benennt. Er ist ein relativ neues Element des evangelischen Gottesdienstes und stammt aus der Berneuchener Bewegung.
Zuerst nachweisbar sind Wochensprüche 1924 in dem von Wilhelm Stählin herausgegebenen Kalendarium „Gottesjahr.“ Sie waren als Meditationsworte gedacht. Im Lauf der Jahre entstand ein Kanon von sich wiederholenden und zum Kirchenjahr passenden Wochensprüchen. Grundsätzlich reflektiert wurden diese Praxis 1934 in der „Denkschrift über die kirchliche Ordnung des Jahres“. Sie enthielt Tabellen, die für jeden Sonntag im Kirchenjahr ein Thema benannten, dazu passend Wochenspruch und Wochenlied. Das Thema war meist aus dem Evangelium des Sonntags entnommen. Damit war der bis heute für die Perikopenordnung zentrale Gedanke in der Welt, dass die einzelnen Bibeltexte, die in einem Sonntagsgottesdienst erklingen, aufeinander bezogen sein sollten (Konsonanz).
Die Wochensprüche wurden in anderen Kalendarien und liturgischen Büchern übernommen, innerhalb der Berneuchener Bewegung, aber bald schon darüber hinaus:
- Herrnhuter Losungen seit 1934;
- Rudolf Spieker: Lesung für das Jahr der Kirche, die Berneuchener Ordnung der täglichen Bibellese, seit 1936;
- Lutherische Agende I (1955);
- Lutherisches Lektionar (seit 1978) als „Biblisches Votum – Spruch der Woche“. Da einige Sonntage neue Evangelienlesungen erhielten, wurden die Wochensprüche entsprechend angepasst.

Der letzte Schritt der Entwicklung wurde mit dem Evangelischen Gottesdienstbuch 1999 vollzogen, das aus den Wochensprüchen einen festen Bestandteil des Sonntagspropriums machte. Häufig wird der Wochenspruch innerhalb der freien Begrüßung zitiert, um der Gemeinde das Thema des Gottesdienstes anzukündigen.